# Орден Карађорђеве звезде (монархија)
Орден Карађорђеве звезде био је орден који је додељиван у Краљевини Србији, Краљевини Југославији а данас га додељује старешина краљевског дома Карађорђевића.

## Орден Краљевине Србије и Краљевине Југославије
Орден Карађорђеве звезде Краљевине Србије и Краљевине Југославије је орден којим су одликована лица за заслуге према краљу и отаџбини, у миру и рату. Установљен је 4. јануара 1904. године (по старом календару) као успомена на стогодишњицу Првог српског устанка под Карађорђевим вођством. Орден је са мачевима или без мачева.
Војнички орден Карађорђеве звезде установљен је уредбом 28. маја 1915. године. Добијали су га само војници и борци подофицири. Војничком варијантом Карађорђеве звезде с мачевима одликовано је 3417 лица. Карађорђевом звездом са мачевима је одликован и град Београд, на Спасовдан, 18. маја 1939.
Удружење носилаца Карађорђеве звезде је основано 23. децембра 1934, оснивачка скупштина је била 24. маја 1935, слава му је била је 17. децембра, на рођендан Краља Александра. У октобру 1937. усвојен је Закон о повластицама носилаца Карађорђеве звезде.
Овај вид одликовања уживао је нарочита права у Социјалистичкој Федеративној Републици Југославији; али се није додељивао након 1945. године, док се у иностраним односима рачунао се као 36. одликовање СФРЈ по редоследу важности.

### Изглед ордена 1904−1945
Карађорђева звезда је имала облик белог емајлираног крста, чији су краци завршени лучно, а исто се тако краци у луку сужавају ка месту укрштања. Између кракова крста причвршћени су златни зраци. На месту укрштања, на плаво емајлираној таблици причвршћено је црвено огњило са амблемом „Само слога Србина спашава“. Око овога на венцу од белог емајла, написано је „За веру и слободу – 1804". На другој страни у црвеној емајлираној подлози у злату израђен двоглави бели орао, а око њега на плавом емајлу натпис „Петар I – 1904". Цео орден је причвршћен на златну круну. Ако је са мачевима, онда су између кракова крста укрштена два мача.
Војнички орден Карађорђеве звезде је по облику исти као и официрски орден.
Специјални орден Карађорђеве звезде је израђен од злата, дијаманата и рубина у Француској само за краљицу Марију, и она га је носила двадесетих година прошлога века. Тај орден је чуван у време СФРЈ у сефу 555, Народне Банке Југославије.

### Врсте ордена 1904−1945.
Карађорђева звезда је имала 4 реда.
- Први ред је имао црвену ленту, која се носила преко десног рамена на левом боку. Звезда се носила на левој страни груди.
- Други ред се носио око врата, са звездом на левој страни груди.
- Трећи ред се носио о врату.
- Четврти ред се носио о рупици другог дугмета.

Официри који су имали четврти ред Карађорђеве звезде са мачевима носили су је свакога дана на левој страни прсију. Они који су имали више редове носили су свакога дана трећи ред о врату.
Војнички орден Карађорђеве звезде је имао два реда, сребрни и златни, са мачевима или без њих.
| Орден Карађорђеве звезде             | Орден Карађорђеве звезде | Орден Карађорђеве звезде | Орден Карађорђеве звезде | Орден Карађорђеве звезде | Орден Карађорђеве звезде |
| 1. ред                               | 2. ред                   | 3. ред                   | 4. ред                   |                          |                          |
| ------------------------------------ | ------------------------ | ------------------------ | ------------------------ | ------------------------ | ------------------------ |
|                                      |                          |                          |                          |                          |                          |
|                                      |                          |                          |                          |                          |                          |
| Орден Карађорђеве звезде са мачевима |                          |                          |                          |                          |                          |
| 1. ред                               | 2. ред                   | 3. ред                   | 4. ред                   |                          |                          |
|                                      |                          |                          |                          |                          |                          |
|                                      |                          |                          |                          |                          |                          |
| Војнички орден Карађорђеве звезде    |                          |                          |                          |                          |                          |
| 1. ред                               | друго лице               | 2. ред                   | друго лице               |                          |                          |
|                                      |                          |                          |                          |                          |                          |

### Списак одликованих
Неки од одликованих Краљевским орденом Карађорђеве звезде, последњих година:
| Име и презиме             | Степен | Година | Опис заслуге                                                                            | Напомена                                                                                  |
| ------------------------- | ------ | ------ | --------------------------------------------------------------------------------------- | ----------------------------------------------------------------------------------------- |
| Патријарх српски Павле    | Први   | 2007.  | За његове велике заслуге на челу Православне цркве, за деловање, добробит и спас народа | Патријарх                                                                                 |
| Патријарх српски Иринеј   | Први   | 2013.  | За заслуге учињене према Краљевском дому, за народно и опште добро                      | Патријарх                                                                                 |
| Никола Карађорђевић       | Први   | 2016.  | Поводом годишњице смрти Његовог Величанства Краља Петра I                               | Принц, син принца Томислава Карађорђевића                                                 |
| Ђорђе Карађорђевић        | Први   | 2016.  | Поводом годишњице смрти Његовог Величанства Краља Петра I                               | Принц, син принца Томислава Карађорђевића                                                 |
| Михаило T. Карађорђевић   | Први   | 2016.  | Поводом годишњице смрти Његовог Величанства Краља Петра I                               | Принц, син принца Томислава Карађорђевића                                                 |
| Владимир Карађорђевић     | Први   | 2016.  | Поводом годишњице смрти Његовог Величанства Краља Петра I                               | Принц, син принца Андреја Карађорђевића                                                   |
| Димитрије Карађорђевић    | Први   | 2016.  | Поводом годишњице смрти Његовог Величанства Краља Петра I                               | Принц, син принца Андреја Карађорђевића                                                   |
| Димитрије А. Карађорђевић | Први   | 2016.  | Поводом годишњице смрти Његовог Величанства Краља Петра I                               | Кнез, син кнеза Александра Карађорђевића                                                  |
| Сергеј A. Карађорђевић    | Први   | 2016.  | Поводом годишњице смрти Његовог Величанства Краља Петра I                               | Кнез, син кнеза Александра Карађорђевића                                                  |
| Михајло А. Карађорђевић   | Први   | 2016.  | Поводом годишњице смрти Његовог Величанства Краља Петра I                               | Кнез, син кнеза Александра Карађорђевића                                                  |
| Душан А. Карађорђевић     | Први   | 2016.  | Поводом годишњице смрти Његовог Величанства Краља Петра I                               | Кнез, син кнеза Александра Карађорђевића                                                  |
| Драгомир Ацовић           | Други  | 2017.  | Поводом 25 година постојања Крунског савета                                             | хералдичар, архитекта                                                                     |
| мр Душан Бабац            | Трећи  | 2017.  | Поводом 25 година постојања Крунског савета                                             | директор Фондације Краљевски двор, историограф                                            |
| др Душан Батаковић        | Трећи  | 2017.  | Поводом 25 година постојања Крунског савета                                             | директор Балканолошког института САНУ                                                     |
| Матија Бећковић           | Трећи  | 2017.  | Поводом 25 година постојања Крунског савета                                             | песник и академик                                                                         |
| Мирослав Гашић            | Трећи  | 2017.  | Поводом 25 година постојања Крунског савета                                             | академик                                                                                  |
| др Драгољуб Кавран        | Трећи  | 2017.  | Поводом 25 година постојања Крунског савета                                             | пензионисани професор Правног факултета Универзитета у Београду                           |
| Душан Ковачевић           | Трећи  | 2017.  | Поводом 25 година постојања Крунског савета                                             | академик и књижевник                                                                      |
| Предраг Марковић          | Трећи  | 2017.  | Поводом 25 година постојања Крунског савета                                             | књижевник                                                                                 |
| др Никола Моравчевић      | Трећи  | 2017.  | Поводом 25 година постојања Крунског савета                                             | универзитетски професор и књижевник                                                       |
| др Павле Николић          | Трећи  | 2017.  | Поводом 25 година постојања Крунског савета                                             | пензионирани професор Правног факултета Универзитета у Београду                           |
| др Милан Париводић        | Трећи  | 2017.  | Поводом 25 година постојања Крунског савета                                             | адвокат                                                                                   |
| др Слободан Перовић       | Трећи  | 2017.  | Поводом 25 година постојања Крунског савета                                             | академик, пензионирани професор Правног факултета Универзитета у Београду                 |
| Бранко Терзић             | Трећи  | 2017.  | Поводом 25 година постојања Крунског савета                                             | инжењер, почасни доктор енергетике и ађутант Александра Карађорђевића                     |
| др Богољуб Шијаковић      | Трећи  | 2017.  | Поводом 25 година постојања Крунског савета                                             | професор Православног богословског факултета Универзитета у Београду, бивши министар вера |
| Стефан Карађорђевић       | Први   | 2018.  | Поводом крштења                                                                         | Принц, син принца Филипа Карађорђевића                                                    |